# جيفرسون اندريس ليرما
جيفرسون اندريس ليرما (بالإسبانية: Jefferson Lerma)‏ (25 أكتوبر 1994 كولومبيا - ) هو لاعب كرة قدم كولومبي، يلعب كلاعب وسط.

## وصلات خارجية
جيفرسون اندريس ليرما على موقع الاتحاد الدولي (مؤرشف)  (الإنجليزية)
- جيفرسون اندريس ليرما على موقع إي إس بي إن إف سي (الإنجليزية)
- جيفرسون اندريس ليرما على موقع قاعدة بيانات كرة القدم.إي يو (الإنجليزية)
- جيفرسون اندريس ليرما على موقع ناشيونال فوتبول تيمز (الإنجليزية)
- جيفرسون اندريس ليرما على موقع Soccerbase.com (لاعب) (الإنجليزية)
- جيفرسون اندريس ليرما على موقع Soccerway.com (الإنجليزية)
- جيفرسون اندريس ليرما على موقع عالم كرة القدم.نت (الإنجليزية)
- جيفرسون اندريس ليرما على موقع أوليمبيديا (الإنجليزية)
- جيفرسون اندريس ليرما على موقع AS.com (الإسبانية)